# Adriaan van Royen

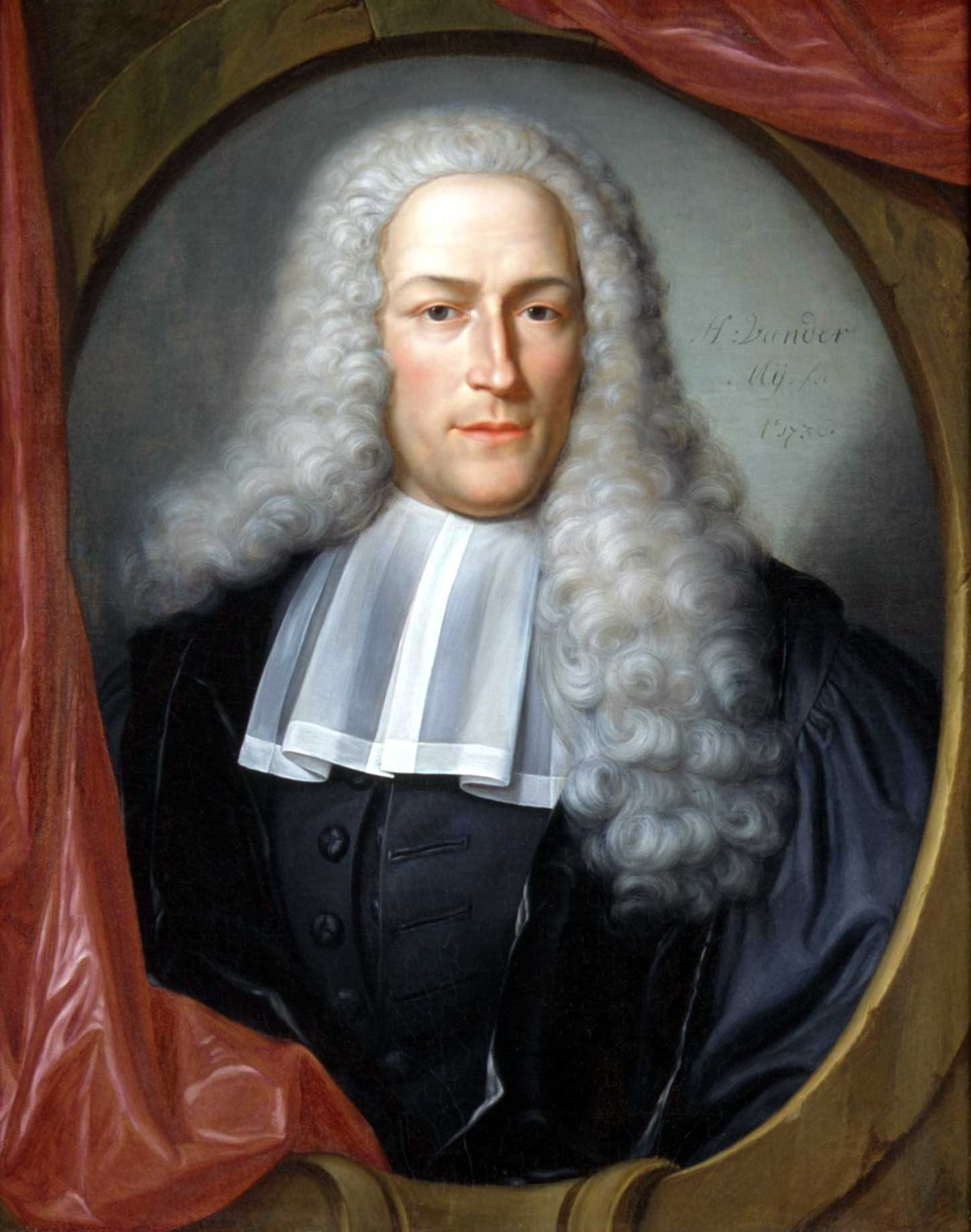
Porträtt av Adriaan van Royen (Hieronymus van der Mij, 1736).

Adriaan van Royen, född 11 november 1704 i Leiden, död 28 februari 1779 i Leiden, var en holländsk botaniker. Han var professor vid universitetet i Leiden och var en vän och kollega till Carl von Linné.

## Levnad
van Royen studerade botanik och medicinsk vetenskap i Leiden under Herman Boerhaave och blev medicine doktor 1728 med sin avhandling Dissertatio botanico-medica de anatome et œconomia plantarum. Han var senare professor i botanik 1732–1755 och i medicin 1755–1775. Han var direktör för Hortus Botanicus Leiden 1730–1754, och efterträddes på denna post, liksom på sin professorsstol i botanik, av sin brorson David van Royen. Tre år – 1742, 1758 och 1770 – var Adrian van Royen utsedd till rector magnificus vid Leidens universitet.

## van Royen som botaniker
Adriaan van Royen är mest känd för sina arbeten med Sydostasiens flora. Han var kollega med George Clifford III som bodde i Haarlem, var en rik holländsk köpman, direktör för Holländska Ostindiska Kompaniet och en rik källa för frön, levande plantor och herbarieexemplar från stora delar av världen. Adriaan van Royen var också god vän med Linné som besökte Hortus Botanicus flera gånger under sin holländska vistelse, och som också och övertalades av van Royen att bo hos honom i Leiden under sin sista vinter i Holland 1737–1738, när han lämnat Clifford och var på väg till Paris. Linné hjälpte även van Royen med dennes Florae Leydensis Prodromus och många arter i van Royens herbarium är holotyper eller syntyper i Linnés Species plantarum. Adiaans brorson David tog över herbariet, utökade detta och fortsatte korrespondensen med Linné. van Royens herbarium finns nu i Nationaal Herbarium Nederland, som huvudsakligen bevaras i Leiden. van Royens hade också en stor karpologisk samling (samling av frukter och frön); denna studerades av Joseph Gaertner 1778 och bidrog till hans De fructibus et seminibus plantarum (1788 - 1791).
Bland Adriaan van Royens studenter märks Petrus Camper och Nikolaus Joseph von Jacquin.
Släktet Royena Linné (= Diospyros sect. Royena (L.) F.White), i Ebenaceae, Codon royenii L. och Pilosocereus royenii (Linné) Byles & G. D. Rowley är uppkallade efter honom.
Auktorsnamnet Royen kan användas för Adriaan van Royen i samband med ett vetenskapligt namn inom botaniken; se Wikipediaartiklar som länkar till auktorsnamnet.

## Florae Leydensis Prodromus
I Florae leydensis prodromus, exhibens plantas quae in Horto academico Lugduno-Batavo aluntur (Leyden 1740) gjorde Adriaan van Royen ett försökt till en naturlig indelning av växtriket. Han delade in detta i 20 klasser (classis), vilka i sin tur var indelade i ordningar (ordo), varunder släkterna med sina arter insorterades. Klasserna sorterades in i en "klassnyckel" (clavis classium) med trädstruktur, ungefär som i en nutida bestämningstabell, på ett tre sidor brett utvik. Nedan, av tekniska skäl, något annorlunda eftergivet (efter klassens namn anges först antalet ordningar, därefter exempel på vad klassen omfattade):
Monokotyledoner (enhjärtbladiga)
Foder hölsterlikt: 1. Palmae – 6 – palmer, kottepalmer, kallaväxter, pepparväxter, orkidéer, irisväxter
Foder saknas: 2. Lilia – 4 – liljeväxter, lökväxter, hyacintväxter, amaryllisväxter, tågväxter, svaltingväxter
Foder fjällikt: 3. Gramina – 4 – halvgräs, gräs, igelknoppsväxter, kaveldunsväxter
Polykotyledoner (flerhjärtbladiga)
Foder sambladigt
Med hängen (amento): 4. Amentaceae – 2 – barrväxter, gnetumväxter, videväxter, björkväxter, bokväxter m.fl. trädfamiljer, samt vissa korgblommiga
Blomställninig flocklik: 5. Umbelliferae – 4 – flockblommiga, araliaväxter, Phyllis
Ståndare förenade: 6. Compositae – 4 – korgblommiga
Ståndare fria: 7. Aggregatae – 2 – väddväxter, triftväxter, proteaväxter, tropikmandelväxter,  Globularia, Jasione, Cephalanthus, Lagoecia,
Foder fribladigt
Trerummiga (avser fruktämnet), frön ensamma: 8. Tricoccae – 3 – törelväxter, portlakväxter
Annorlunda
Ståndare tydliga
Hylle enkelt eller saknas: 9. Incompletae – 8 – en "slaskhink": mållväxter, slideväxter,  almväxter, nateväxter, kransalger, Herniaria, Alchemilla, Empetrum m.fl.
Med foder- och kronblad. Ståndarsträngar...
...i förhållande...
...fästa på fruktämnet: 10. Fructiflorae – 7 – klockväxter, måreväxter, ljungväxter, dunörtsväxter, desmeknoppsväxter, Sanguisorba m.fl.
...fästa vid fodret: 11. Calyciflorae – 5 – rosväxter, kaktusväxter, gurkväxter, vinruteväxter, passionsblommeväxter
...två längre: 12. Ringentes – 2 – lejongapsväxter, kransblommiga växter, tätörtsväxter
...fyra längre: 13. Siliquosae – 2 – korsblommiga, och inget annat!
...förenade till ett: 14. Columniferae – 2 – malvaväxter, näveväxter, och inget annat.
...förenade till två: 15. Leguminosae – 2 – ärtväxter, jordröksväxter, jungfrulinsväxter, Olacaceae
...fria. Jämfört med kronbladens antal...
...lika många eller färre: 16. Oligantherae – 9 – strävbladiga, viveväxter, grobladsväxter, syrenväxter, flenörtsväxter, Ljungväxter, potatisväxter, vindeväxter, violväxter m.fl.
...dubbelt så många: 17. Diposantherae – 4 – ljungväxter, nejlikväxter, stenbräckeväxter, fetbladsväxter, vinruteväxter m.fl.
...flera gånger så många: 18. Polyantherae – 2 – ranunkelväxter, resedaväxter, vallmoväxter, johannesörtsväxter m.fl.
Ståndare otydliga
Örtlika: 19. Cryptantherae – 4 – Filices: kärlkryptogamer utom lummerväxter; Musci: mossor och lummerväxter; Algae: alger, levermossor, nålfruktsmossor, lavar och andmatsväxter!; Fungi: svampar
Stenlika: 20. Litophyta – 1 – svampdjur